# 触足螨属
触足螨属（学名：Cheletomorpha）为肉食螨科的一个属。

## 下级分类
本属包括以下物种：
- 鳞翅触足螨 Cheletomorpha lepidopterorum (Shaw, 1794)